# سیاره گدازه‌ای

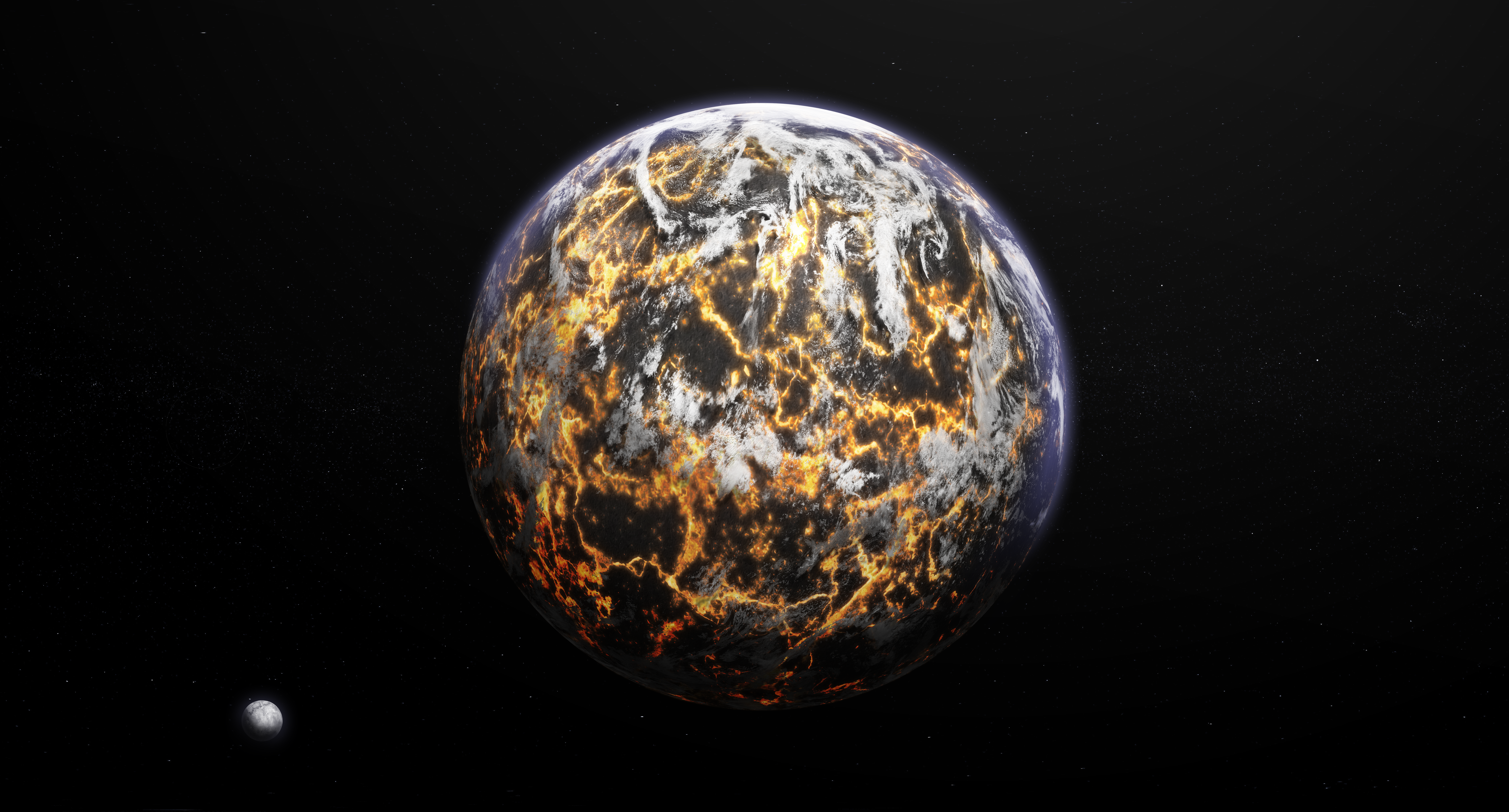
تصویری هنری از سیاره فراخورشیدی گدازه‌ای

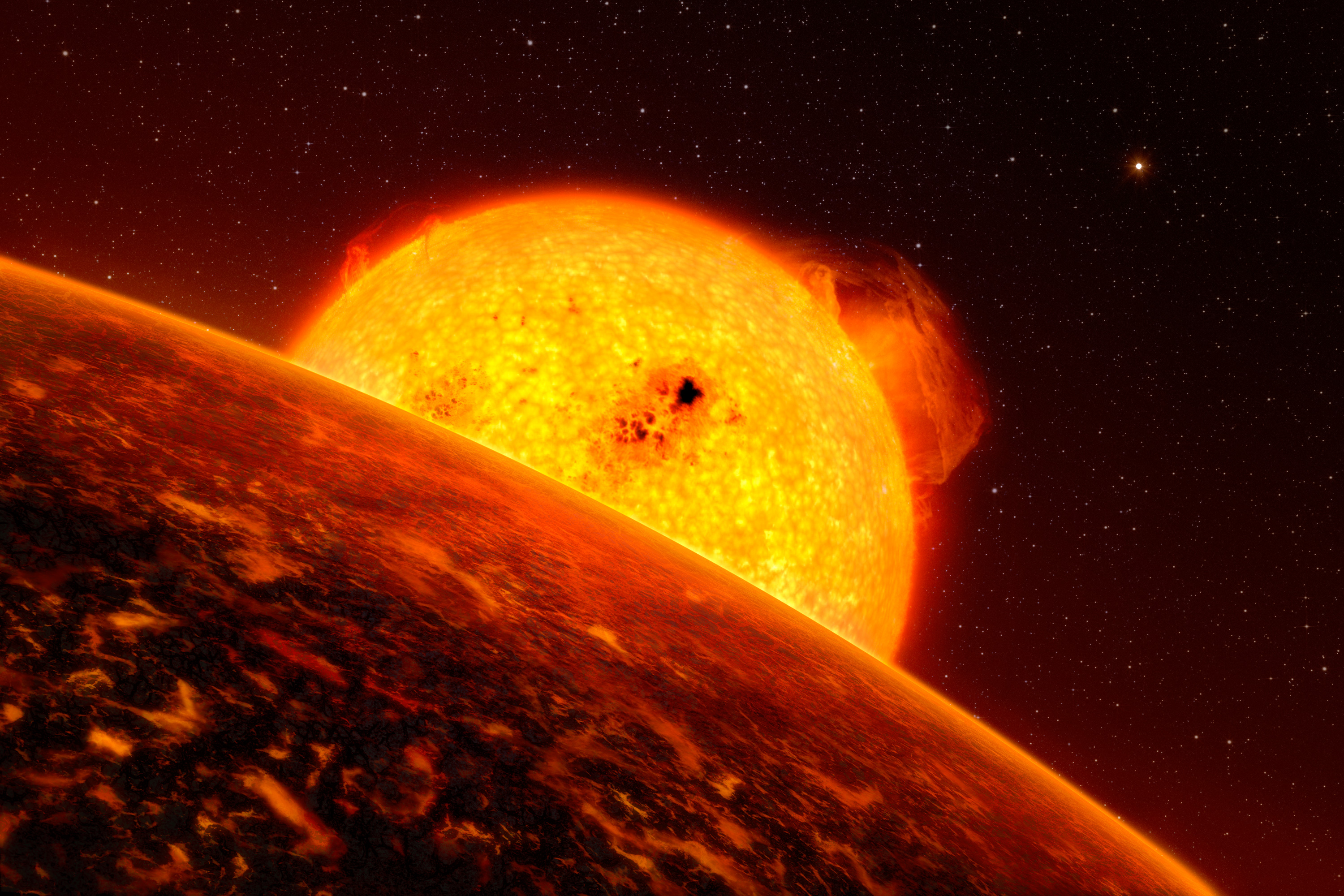
تصویری هنری از کوروت-۷بی که احتمالاً سیاره‌ای فراخورشیدی گدازه‌ای است.

سیاره گدازه‌ای نوعی سیاره زمین‌سان است که سطح آن عمدتاً یا به‌طور کامل توسط گدازه مذاب پوشیده شده است. موقعیت‌هایی که چنین سیاره‌هایی ممکن است وجود داشته باشند عبارتند از سیاره زمین‌سان جوان درست پس از شکل‌گیری، سیاره‌ای که اخیراً دچار برخوردی بزرگ شده باشد یا سیاره‌ای که در مداری بسیار نزدیک به ستاره‌اش می‌چرخد و باعث تابش شدید و نیروهای کشندی می‌شود.